# The Word
〈The Word〉는 영국의 록 밴드 비틀즈의 곡으로 존 레논과 폴 매카트니가 작곡하고 레논과 함께 리드 보컬로 녹음했다. 이 곡은 1965년 음반 《Rubber Soul》에 처음 발매되었다.